# Acronicta transvalica
Acronicta transvalica là một loài bướm đêm trong họ Noctuidae.